# Bob ai XVIII Giochi olimpici invernali - Bob a quattro maschile
La gara di bob a quattro maschile ai XVIII Giochi olimpici invernali si è disputata il 20 febbraio e il 21 febbraio a Nagano.

## Atleti iscritti
| America (28)                                                                                     | America (28)                                                                            | America (28)                                                             |
| ------------------------------------------------------------------------------------------------ | --------------------------------------------------------------------------------------- | ------------------------------------------------------------------------ |
| - Canada (8) - Giamaica (4)                                                                      | - Isole Vergini Americane (4) - Porto Rico (4)                                          | - Stati Uniti (8)                                                        |
| Asia (12)                                                                                        |                                                                                         |                                                                          |
| - Giappone (8)                                                                                   | - Taipei cinese (4)                                                                     |                                                                          |
| Europa (84)                                                                                      |                                                                                         |                                                                          |
| - Austria (8) - Bosnia ed Erzegovina (4) - Francia (4) - Germania (8) - Grecia (4) - Irlanda (4) | - Italia (8) - Lettonia (4) - Monaco (4) - Norvegia (4) - Polonia (4) - Regno Unito (4) | - Rep. Ceca (4) - Romania (4) - Russia (4) - Svizzera (8) - Ungheria (4) |
| Oceania (4)                                                                                      |                                                                                         |                                                                          |
| - Australia (4)                                                                                  |                                                                                         |                                                                          |

## Risultati
| Posizione | Nazione                 | Atleti                                                                        | Manche1 | Manche2 | Manche3 | Tempo totale | Distacco |
| --------- | ----------------------- | ----------------------------------------------------------------------------- | ------- | ------- | ------- | ------------ | -------- |
|           | Germania II             | Christoph Langen Markus Zimmermann Marco Jakobs Olaf Hampel                   | 52"70   | 52"90   | 53"81   | 2'39"41      |          |
|           | Svizzera I              | Marcel Rohner Markus Nüssli Markus Wasser Beat Seitz                          | 53"13   | 53"15   | 53"73   | 2'40"01      | +0"60    |
|           | Francia                 | Bruno Mingeon Emanuel Hostache Éric Le Chanony Max Robert                     | 53"13   | 53"30   | 53"63   | 2'40"06      | +0"65    |
|           | Gran Bretagna           | Sean Olsson Dean Ward Courtney Rumbolt Paul Attwood                           | 52"77   | 53"58   | 53"71   | 2'40"06      | +0"65    |
| 5         | Stati Uniti I           | Brian Shimer Chip Minton Randy Jones Garrett Hines                            | 52"93   | 53"42   | 53"73   | 2'40"08      | +0"67    |
| 6         | Lettonia                | Sandis Prūsis Egils Bojārs Jānis Ozols Jānis Elsiņš                           | 52"98   | 53"50   | 53"78   | 2'40"26      | +0"85    |
| 7         | Svizzera II             | Christian Reich Steve Anderhub Thomas Handschin Cédric Grand                  | 52"88   | 53"47   | 53"93   | 2'40"28      | +0"87    |
| 8         | Germania I              | Harald Czudaj Torsten Voss Steffen Görmer Alexander Szelig                    | 53"12   | 53"50   | 53"70   | 2'40"32      | +0"91    |
| 9         | Canada I                | Pierre Lueders Ricardo Greenidge Jack Pyc David MacEachern                    | 53"14   | 53"44   | 53"81   | 2'40"39      | +0"98    |
| 9         | Austria I               | Hubert Schösser Peter Leismuller Erwin Arnold Martin Schützenauer             | 53"10   | 53"50   | 53"79   | 2'40"39      | +0"98    |
| 11        | Canada II               | Chris Lori Ben Hindle Matt Hindle Ian Danney                                  | 53"52   | 53"69   | 53"93   | 2'41"14      | +1"73    |
| 12        | Stati Uniti II          | Jim Herberich Darrin Steele John Kasper Robert Olesen                         | 53"74   | 53"72   | 53"81   | 2'41"27      | +1"86    |
| 13        | Rep. Ceca               | Pavel Puškár Peter Kondrát Pavel Polomský Jan Kobián                          | 53"61   | 53"80   | 53"88   | 2'41"29      | +1"88    |
| 14        | Italia I                | Günther Huber Antonio Tartaglia Massimiliano Rota Marco Menchini              | 53"84   | 53"68   | 53"91   | 2'41"43      | +2"02    |
| 15        | Giappone I              | Naomi Takewaki Hiroaki Ohishi Takashi Ohori Masanori Inoue                    | 53"73   | 53"87   | 53"95   | 2'41"55      | +2"14    |
| 16        | Giappone II             | Toshio Wakita Yasuo Nakamura Toshiya Onoda Shinji Aoto                        | 54"02   | 53"66   | 54"28   | 2'41"96      | +2"55    |
| 17        | Norvegia                | Arnfinn Kristiansen Jørn Stian Dahl Peter Kildal Dagfinn Aarskog              | 53"96   | 53"78   | 54"33   | 2'42"07      | +2"66    |
| 18        | Austria II              | Kurt Einberger Thomas Bachler Georg Kuttner Michael Müller                    | 53"92   | 53"83   | 54"39   | 2'42"14      | +2"73    |
| 19        | Russia                  | Pavel Ščeglovskj Aleksej Selivërstov Vladislav Posedkin Konstantin Dëmin      | 53"72   | 53"95   | 54"71   | 2'42"38      | +2"97    |
| 20        | Italia II               | Fabrizio Tosini Andrea Pais De Libera Enrico Costa Sergio Chianella           | 54"07   | 54"09   | 54"86   | 2'43"02      | +3"61    |
| 21        | Giamaica                | Dudley Stokes Winston Watts Chris Stokes Wayne Thomas                         | 54"41   | 54"55   | 54"80   | 2'43"76      | +4"35    |
| 22        | Polonia                 | Tomasz Żyła Dawid Kupczyk Krzysztof Sieńko Tomasz Gatka                       | 54"71   | 54"45   | 54"63   | 2'43"79      | +4"38    |
| 23        | Australia               | Jason Giobbi Scott Walker Ted Polglaze Adam Barclay                           | 54"72   | 54"93   | 55"23   | 2'44"88      | +5"47    |
| 24        | Ungheria                | Nicholas Frankl Péter Pallai Zsolt Zsombor Bertalan Pintér                    | 55"16   | 54"82   | 54"94   | 2'44"92      | +5"51    |
| 25        | Bosnia ed Erzegovina    | Zoran Sokolović Nihad Mameledzija Edin Krupalija Mario Franjić                | 55"26   | 55"11   | 55"30   | 2'45"67      | +6"26    |
| 26        | Taipei cinese           | Sun Kuang-Ming Duh Maw-Sheng Chang Mau-San Cheng Jin-Shan                     | 55"30   | 55"13   | 55"52   | 2'45"95      | +6"54    |
| 27        | Romania                 | Florian Enache Marian Chiţescu Iulian Păcioianu Mihai Dumitraşcu              | 55"01   | 55"37   | 55"68   | 2'46"06      | +6"65    |
| 28        | Monaco                  | Alberto II di Monaco Pascal Camia Jean-François Calmes Gilbert Bessi          | 55"58   | 55"70   | 55"86   | 2'47"14      | +7"73    |
| 29        | Isole Vergini Americane | Keith Sudziarski Christian Brown Paul Zar Jeff Kromenhoek                     | 55"80   | 55"52   | 55"84   | 2'47"16      | +7"75    |
| 30        | Irlanda                 | Jeff Pamplin Simon Linscheid Garry Power Terry McHugh                         | 55"79   | 55"57   | 55"87   | 2'47"23      | +7"82    |
| 31        | Grecia                  | Greg Sebald Anastasios Papakonstantinou Peter Kolotouros John-Andrew Kambanis | 55"94   | 56"18   | 56"14   | 2'48"26      | +8"85    |
|           | Porto Rico              | Liston Bochette Jorge Bonnet José Ferrer Joseph Keosseian                     | 56"45   | 55"96   | DSQ     |              |          |